# Magnétocassette

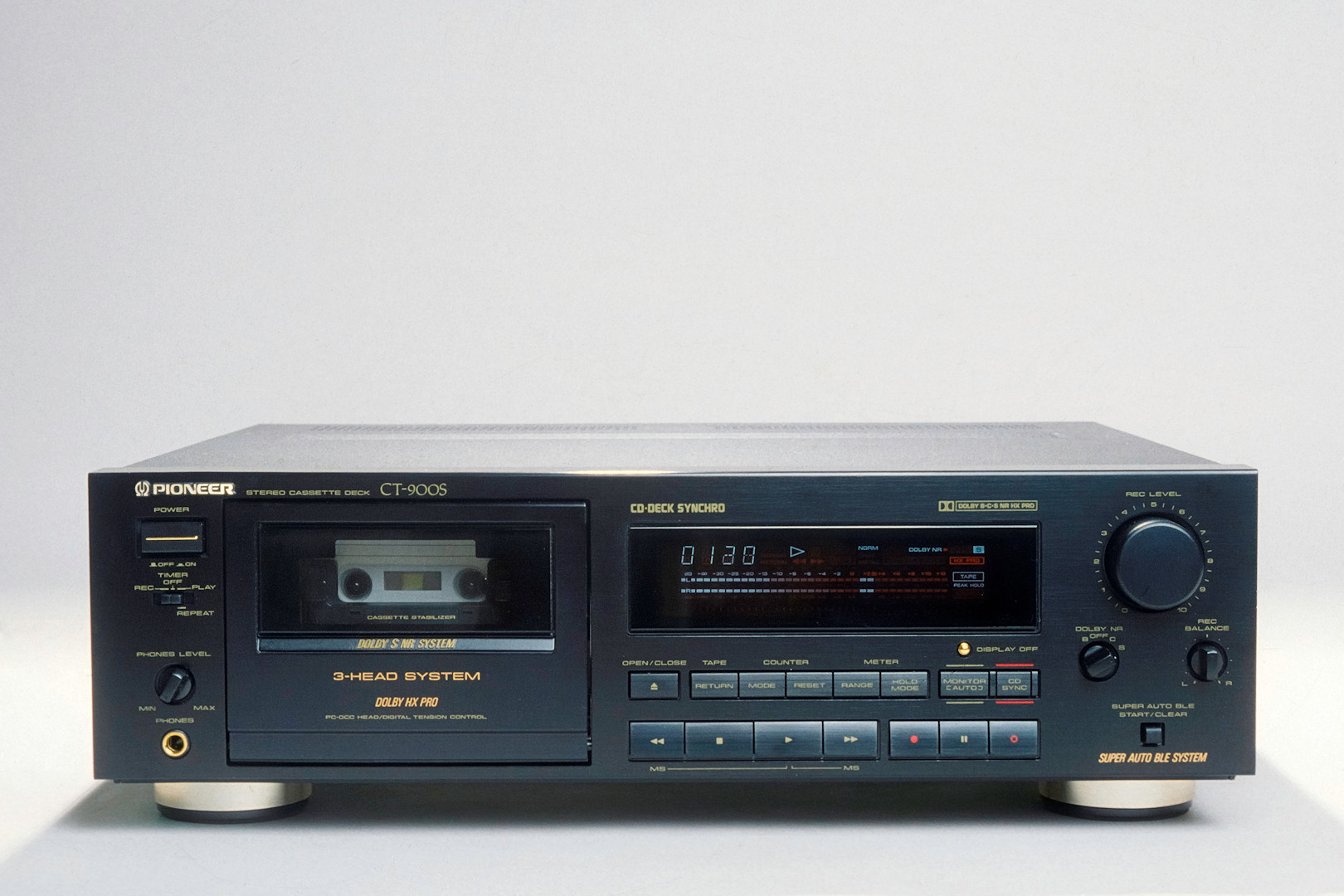
Platine cassette Pioneer CT-900S.

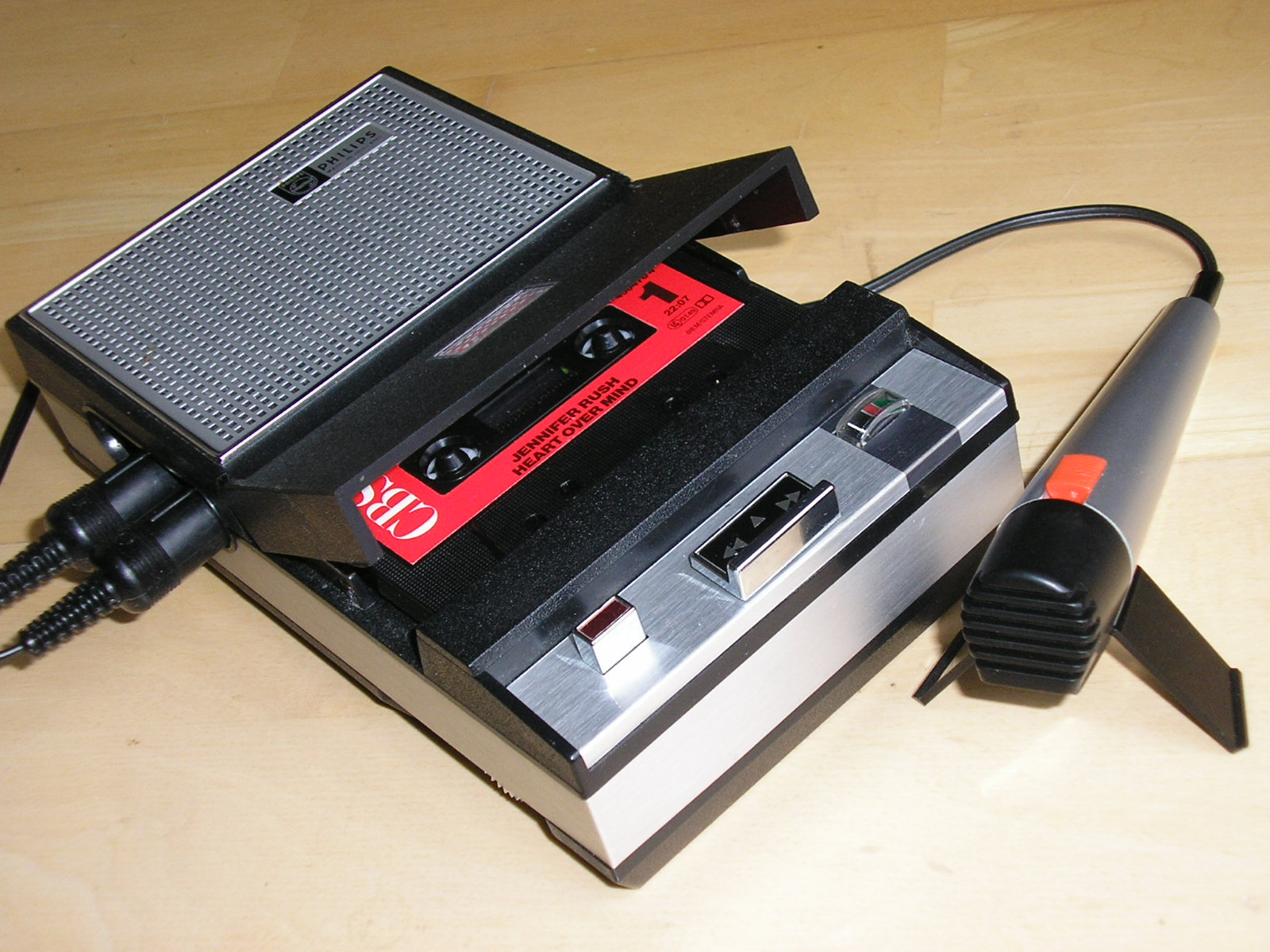
Philips EL3302, premier magnétophone à cassette

Un magnétocassette ou magnétophone à cassette est un magnétophone utilisant une cassette audio comme support de lecture et d'enregistrement.
Il existe sous deux formats principaux :
- Le petit appareil typiquement monophonique, simplifié à un système de lecture et d'enregistrement, un amplificateur et un haut-parleur ;

- La platine cassette en tant qu'élément d'une chaîne haute-fidélité stéréophonique, possédant des perfectionnements comme la réduction du bruit de fond par système Dolby,

Il peut être intégré et compacté dans un appareil audio multi-fonctions.

## Historique et fonctionnement
Le magnétophone à cassettes et la cassette audio furent inventés par la société hollandaise Philips en 1961  (pionniers également des premiers tourne-disques microsillons, et du disque compact).
Ils apportaient plusieurs améliorations par rapport aux magnétophones à bobines et bandes magnétiques traditionnels :
- Gain de place considérable en miniaturisation et légèreté
- Facilité de placement de la cassette dans son logement, par rapport à celui d'une bande
- Protection de la bande aux manipulations
- Possibilité de par son peu de place, d’incorporer un magnéto-cassettes adjoint à l'autoradio dans une voiture ou un poste à transistor prenant l'appellation de « radio-cassettes »

Par facilité de langage, compatible ensuite avec le sigle « CD », voire « MD », le sigle « K7 » pour désigner la cassette fut et reste couramment utilisé.
Mais la miniaturisation et la réduction de prix supposaient des compromis. Les bandes de mini-cassette étant moins larges que les bandes de magnétophone, le son enregistré était davantage bruité ; pour pallier cet inconvénient, l'enregistrement et la lecture étaient effectués avec une vitesse de défilement plus faible, mais l'usure du support et la fidélité au son original en souffraient. Les appareils à minicassette n’ont qu’une seule tête pour l’enregistrement et la lecture (avec double bobinage pour la stéréo) : l’entrefer a donc une largeur intermédiaire de quelques microns, ce qui limite la restitution des fréquences aiguës. Enfin, pour les mêmes raisons de coût et de place, les magnétocassettes étaient équipés d'un haut-parleur large bande, souffrant d'une dynamique pauvre dans les aigus.

### Description
Une mini-cassette est, comme son nom l'indique, un petit boîtier.
- À l'intérieur se trouve une mini-bande magnétique

- Le boitier est percé de 2 orifices à gauche et droite autour desquels une couronne crantée intérieurement peut tourner librement et dans lesquelles s'encastrent les axes triangulaires du magnétophone assurant la rotation (similaires à ceux des bobines), lors du placement de la cassette dans son logement. La bande s'enroule sur la couronne de droite et se déroule depuis la couronne de gauche.

- À sa base, une ouverture gauche pour la tête d'effacement, une centrale pour la tête de lecture/enregistrement, possédant un petit feutre fixé au centre d'une languette métallique situé au-dessus de la bande, que venait presser la tête, et une pour le galet presseur, avec un petit orifice laissant traverser le cabestan d'entrainement.

- À l'intérieur, deux guides de maintien en tension de bande et une fine pellicule cellophane intermédiaire de protection.

- Sur le haut de la cassette, aux extrémités correspondant à chaque face, soulevant chacune un petit ergot-capteur du magnétophone :
  - Une première languette assurant la possibilité d’effaçage/réenregistrement, celui-ci devenant impossible une fois la languette cassée pour protéger la cassette de tout effacement par inadvertance, mais que l'on pouvait au besoin reboucher par du scotch. Elle est d'office absente sur les musicassettes.
  - Une deuxième languette éventuelle pour les cassettes au Chrome, et une troisième pour celles au Métal, le magnétophone filtrant automatiquement en leur absence, les fréquences aiguës correspondantes pour l'enregistrement et la lecture.

### Premiers magnétophones à cassettes Philips
Prévus pour être pratiques, encore moins lourds et encombrants qu'un magnétophone à bobines portable, ils étaient eux-mêmes au départ de petite taille. La tête d'enregistrement/lecture était monophonique (2 pistes, soit une piste par sens de lecture).
Un unique bouton poussoir permettait à la fois d'enclencher la lecture ou en pressant simultanément une touche rouge, l'enregistrement, et l'embobinage ou rembobinage par manœuvres gauche ou droite. Par la suite, ces différentes fonctions furent « standardisées » à plusieurs touches successives.
Ils pouvaient dès le départ être reliés par câble avec prises DIN 3 broches à une chaîne hifi.
Excepté sur ce premier système, les magnétos-cassettes s’arrêtaient automatiquement en fin de face, soit par simple résistance de la bande, soit par une cellule lisant à travers la bande amorce translucide déclenchant l'auto-reverse.

### Durées des cassettes
Les bandes des cassettes devant être en moyenne deux fois plus fines et étroites qu'une bande de magnétophone à bobines, et enregistrées/écoutées à 4,75 cm/s (1,87 pouce/s), pour pouvoir être contenues dans le petit boitier nommé cassette, et avec une durée suffisante, les magnétophones à bandes traditionnels sont toujours demeurés toutefois les meilleurs en qualité.
On distingua dès le départ 3 durées d'enregistrement, indiquées en minutes sur les cassettes, en utilisant les 2 parties de la bande (par retournement de la cassette) :
- C 60 : 1 heure
- C 90 : 1 heure 30
- C 120 : 2 heures

Vers les années 1970, certaines marques rajoutèrent quelques minutes pour que les enregistrements d'émissions ou disques de ces durées précises puissent cependant « déborder » un peu et ne pas être tronqués.
Il y eut donc la C 60 + 3, la C 90 + 3, ces rajouts étant devenus systématiques et non nécessaires à préciser dès les années 1980.
Dans les années 1980, plusieurs marques créèrent toutes les durées possibles et imaginables, notamment :
- C 30 : 30 minutes
- C 45 : 45 minutes (ces 2 durées étant dans un but de meilleure qualité, les bandes étant plus épaisses)
- C 180 : 180 minutes, créées par TDK, pour enregistrer des conférences par exemple

- C 100 et C 110, au chrome notamment, avec le progrès des bandes au cours des années 1990 [6].

Les C 180, à la bande encore trop fine et fragile, risquant de s'enrouler autour du cabestan ou de s’emmêler, ne durèrent que quelques années.
De même, les C 120 ne furent pas conseillées, et uniquement au fer (excepté BASF vers 1985), celles au chrome ou métal privilégiant la qualité.

### Forme du boîtier support
Mode oblige, les boîtiers, toujours en plastique, furent d'abord opaques avec une petite fenêtre oblongue translucide montrant l'état d'avancement de la bande, puis entièrement translucides ou transparentes.
Le boitier pouvait souvent être ouvert par 5 vis permettant un éventuel montage ou réparation de la bande à l'intérieur de la cassette.
La cassette était rangée dans un boitier en plastique rabattable pour un stockage pratique dans un tiroir de commode notamment. Dans ce boitier était incorporé un carton permettant d'inscrire la légende du contenu, titres et interprètes.

## Les radio-cassettes
La miniaturisation des cassettes et magnétos cassettes associée à celle des postes à transistors radio portatifs déjà existant depuis les années 1960, Philips puis d'autres marques eurent l'idée au début des années 1970, d'associer les deux fonctions dans un seul et même appareil  parallélépipédique, ayant de plus l'avantage d'un réglage commun du volume, ainsi qu'un gain supplémentaire de place, un haut-parleur commun et une connexion directe sans câble permettant l'enregistrement direct de la radio sur cassettes.
Ainsi fut né le radio-cassettes « bi-fonctions ». Par la suite, des appareils devinrent avec le compartiment CD, voire mini-disque, multi-fonctions.
Le réglage du volume d'enregistrement associé à une aiguille de potentiomètre de contrôle n'était plus présent, celui-ci étant simplifié à un « enregistrement automatique » moyen assez fort, l'avantage étant de ne pas avoir à surveiller le volume et ne pas saturer, l'inconvénient étant comme pour chaque compresseur, de rendre les « pianissimo » presque aussi forts que les « fortissimo », et d'amplifier le souffle durant les « blancs ».
Les cassettes se rentraient et s'éjectaient, comme beaucoup de magnétos-cassettes de chaîne hifi, par une trappe à bascule, au début par le haut, puis par le bas.

## L'auto-radio cassettes
Cette même miniaturisation « cassettes/magnétophone », permit au cours des années 1970, d'associer également un lecteur de cassettes aux autoradios déjà existants dans les voitures, permettant d'écouter soit ses enregistrements personnels, soit un enregistrement du commerce (« musicassette »), jusque-là impossible à écouter avec un pick-up et microsillon dans un véhicule en mouvement.
Il ne fonctionnait qu'en lecture, le mode enregistrement étant inexistant, et en auto-reverse.
La cassette se rentrait latéralement par la tranche dans une fente un peu plus large que l'épaisseur de la cassette, et ressortait par une touche « eject », comme ce fut aussi le cas ensuite pour les auto-radios-CD.
Il fut progressivement remplacé au cours des années 2000, progrès oblige, par un lecteur auto-radio-CD, l'option triple auto-radio-CD-K7 n'étant pas proposée... Néanmoins, sur de nombreux véhicules sortis aux alentours de l'an 2000, il est possible d'utiliser l'auto-radio pour l'écoute de cassettes et de basculer en mode CD en appuyant sur un simple bouton, car un changeur de compacts est placé dans la malle. Ceci permet d'avoir accès à la musique contenue sur une cassette, plus une cartouche de six CD, sans parler des radios, sans devoir manipuler quoi que ce soit, ce qui constitue un gage de sécurité.  
Les autoradios-cassettes dans les voitures étaient souvent dévissés de leur logement par les voleurs, comme le furent ensuite les GPS, aussi les autoradios furent fabriqués à partir des années 1990 en boîtiers encastrables, l'utilisateur pouvant retirer son autoradio en cas d'absence. Ce procédé a évolué ensuite avec le capot de commandes amovible, plus léger et moins encombrant, puis l'installation de code d'accès.
Parmi les derniers auto-radios cassettes disponibles sur nos véhicules, il convient de citer les modèles de marque Clarion  montés en série sur les Peugeot 406, qui disposent d'une recherche automatique des pistes. 

## La musicassette
Les autoradios et radiocassettes, ainsi que les magnétophones à cassettes de chaînes hifi, se développant au fil des années 1970, les enregistrements du commerce s'effectuèrent sur cassettes à bande magnétique sous l'appellation de musicassettes, en parallèle du disque microsillon (qui, lui, ne pouvait être écouté qu'avec une platine fixe, ou éventuellement un mange-disques transportable), et pouvaient cette fois être écoutés malgré les secousses lors des transports, et en prenant moins de place qu'un magnétophone à bobines portable.
Toutefois, le son du disque microsillon écouté sur une chaîne hifi restait de meilleure qualité.

## Les magnétophones à cassettes de chaîne hifi
Grâce au progrès constant dans la qualité de bandes et d'appareils au cours des années 1970, les magnétophones à cassettes de haute performance, néanmoins inférieure aux magnétophones à bobines, dû à la finesse, étroitesse et petite vitesse des bandes, prirent naissance et devinrent stéréophoniques.
Leur forme parallélépipédique était analogue à celle du tuner ou ampli-tuner, permettant de superposer de manière pratique les différents appareils hifi entre eux, notamment si ceux-ci étaient de même marque, la platine tourne-disques pouvant se poser par-dessus l'un des « blocs » d'appareils. Par suite, le lecteur de CD prit aussi cette forme pratique standard.
Le réglage du volume d'enregistrement était manuel comme pour un magnétophone à bandes, par un bouton ou curseur potentiométrique, le niveau d'enregistrement, comme celui de lecture ensuite, étant indiqué sur un vumètre par une aiguille, puis dans les modèles plus récents, des diodes luminescentes, le vert et jaune indiquant un enregistrement correct (l'optimal étant lorsque les pics allaient à la limite de la zone rouge, celle-ci indiquant une « saturation » et écrêtage du son. Une « marge » supplémentaire dans le rouge était de plus en plus fréquente sans saturer.
Certains, comme le célèbre modèle Nakamishi à partir de 1974, réservés à ce qu'on pouvait obtenir de meilleur sur cassettes, voire aux professionnels, réussissaient à rivaliser avec un bon magnétophone à bandes, utilisant même le réglage précis par molette d'azimutage en phase des têtes.

### Dolby B, C, X et Pro
Les constructeurs adoptèrent vers 1979 le Dolby B, amplifiant les fréquences musicales aiguës les plus audibles correspondant au souffle de la bande, proche du bruit blanc à l'enregistrement, pour le réduire à la lecture, réduisant donc en même temps le bruit du souffle.
Le Dolby C apparut vers 1985, s'ajoutant à l'effet du Dolby B de manière encore plus élaborée pour réduire encore davantage (pratiquement totalement à la lecture) le souffle de la cassette.
L'inconvénient étant que le souffle éventuel du disque était lui aussi amplifié à l'enregistrement, surtout sur Dolby C, et en cas de réécoute sur des appareils sans Dolby, ce souffle réapparaît d'autant plus.
En outre le réglage du Dolby n'est pas exactement identique pour chaque magnétophone, et l'écoute sur un magnétophone différent de celui ayant enregistré, risque d'être « amortie » dans les aiguës. Pour cette raison au cours des dernières années, les fabricants préférèrent abandonner ce système Dolby, mais aboutissant à une restitution de tous les enregistrements précédemment effectués avec Dolby avec un surplus de souffle et d’aiguës.

### Pertes de fidélité à chaque report
Les enregistrements amateurs, surtout ceux effectués sans dolby avec des bandes au fer « bon marché », s'accompagnaient d'une légère perte d’aiguës, cette perte s'additionnant à chaque éventuel report, que l'on compensait en ré-augmentant les aiguës à l'écoute, mais rajoutant alors du souffle.
Parmi les autres améliorations, également celui des bruits parasites d'une fraction de seconde, très nets sur les premiers magnétos à bobines et à cassettes des années 1960, occasionnés au départ et à l'arrêt de l'enregistrement par le pressage subit de la tête magnétique et de la réaction des circuits électroniques, puis éventuellement du même arrêt subit, que les constructeurs réussirent à atténuer, puis faire disparaître complètement au fil des années sur tous les magnétophones.

## Le Walkman ou «baladeur»
La miniaturisation et les progrès de l'électronique se poursuivant au cours des années 1980, Sony eut l'idée de fabriquer des petits appareils presque de la taille d'une cassette, pouvant se transporter facilement, tout en étant écoutés par l'intermédiaire d'un petit casque, puis oreillette « haute-fidélité » encore plus légère.
Ceux-ci baptisés « Walkman », permettaient en effet de pouvoir écouter de la musique ou des chansons n'importe où,sans déranger les autres gens autour, notamment pour « passer le temps » et se divertir dans les transports en commun ou dans la rue.
Le walkman (baladeur cassette) remporta dès 1982 un très vif succès auprès des jeunes notamment.
Il a atteint un très haut niveau de sophistication pour certains, permettant de se connecter à une chaîne hifi.
Une décennie plus tard, prenaient place à leur tour, successivement, le « baladeur Compact-Disc », puis dans les années 2000, le « baladeur MiniDisc ». Avec le « baladeur CD MP3 », le son numérisé est directement importé sur l'appareil sans passer par un support matériel. Les années 2010 voient l'émergence du iPod associés aux premiers téléphones portables, puis l'iPhone, et enfin les appareils équipés de clés USB.
Excepté pour le « balladeur MiniDisc », ils ne possédaient que très rarement la fonction d'enregistrement.

## La micro-cassette et la cassette grand format
Très largement répandue dans la bureautique, la microcassette encore plus petite mais de qualité musicale réduite en fréquences, est toujours très utilisée pour divers usages dont le principal est le dictaphone. Elle était également utilisée dans les répondeurs téléphoniques mais a cédé le pas face à l'arrivée massive des répondeurs à puce mémoire, malgré une évidente dégradation de la qualité sonore (pour stocker plusieurs heures de signal audio sur une puce, des algorithmes de très forte compression sont utilisés).
Certaines cassettes plus grandes furent fabriquées durant les années 1970, avec la largeur et épaisseur d'une bande de bobines et une vitesse de 9,5 cm/s pour une meilleure fidélité du son (vitesse utilisée aussi par commodité sur certains magnéto-cassettes standards), mais le format des cassettes « standard », plus pratique, moins encombrant et de plus grande capacité d'enregistrement, était en constante amélioration, et donc devenu bien trop engagé depuis de trop nombreuses années commercialement pour que ces cassettes soient suffisamment intéressantes, de plus, elles n'étaient en qualité et durée, que l'équivalent, plus pratique d'utilisation, mais plus encombrant, d'une bobine de 8 cm pour magnéto à bandes portable.

## Le double magnéto-cassettes
Les montages de bandes étant, à l'inverse des bandes magnétiques sur bobines, presque impossibles à réaliser sur cassettes, et les qualités du son (Dolby + position Chrome) étant telles qu'il n'y eut progressivement presque plus aucune perte de fidélité d'un report d'une cassette à une autre, (d'un magnéto à l'autre), permettant par la même occasion d'effectuer ces montages, voire de dupliquer ces cassettes pour des amis par exemple,
on se rendit compte qu'il était beaucoup plus pratique d'incorporer 2 magnétos cassettes dans un seul appareil pour les reports. Le double magnéto cassettes fut alors proposé.
Pour gagner le double de temps lors des longs reports analogiques, quoique perdant alors en fidélité dans les aiguës, l'option « report à double vitesse » était proposée.

## Les améliorations des composés de bande

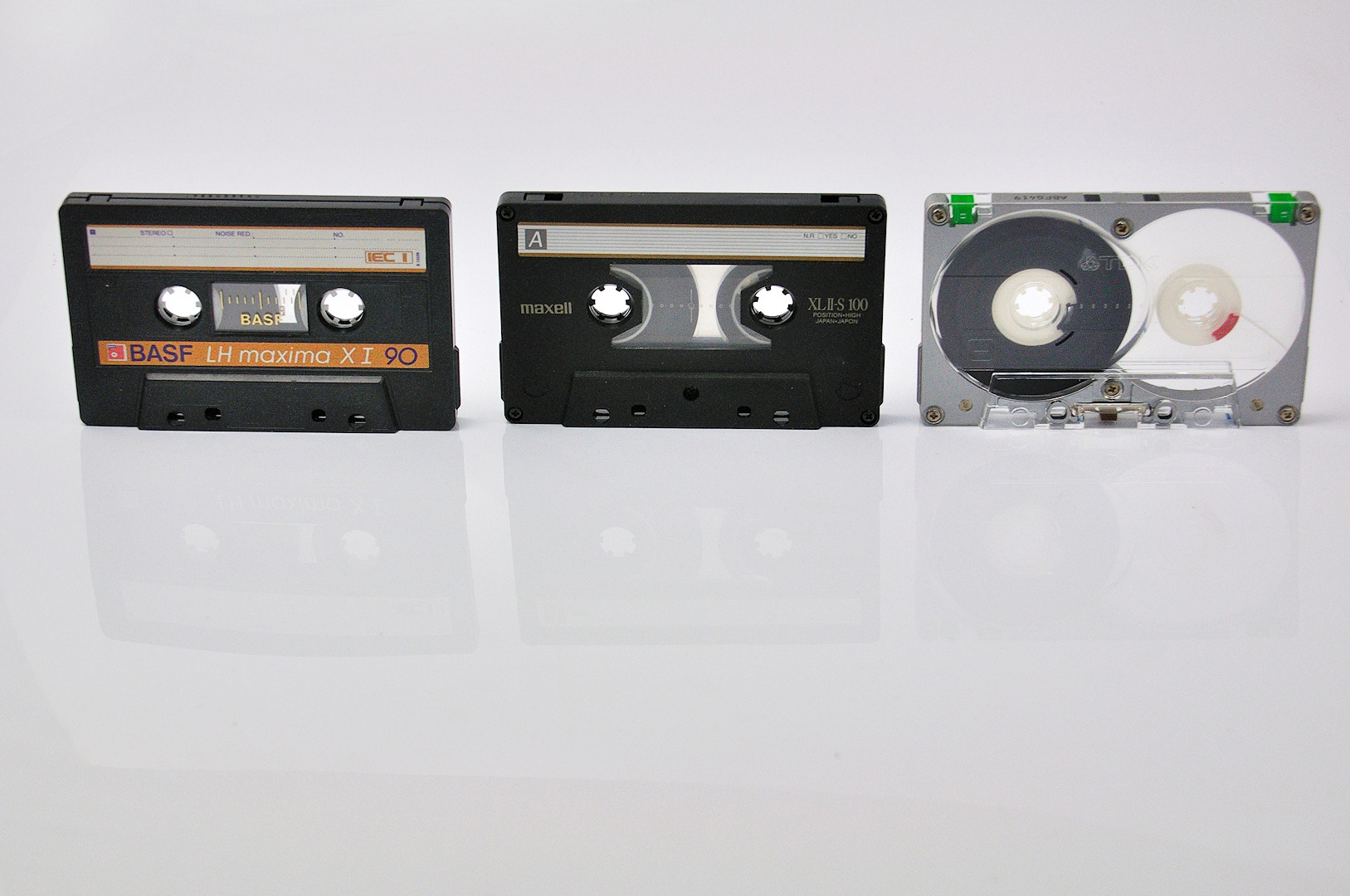
Cassettes types IEC I, II, et IV

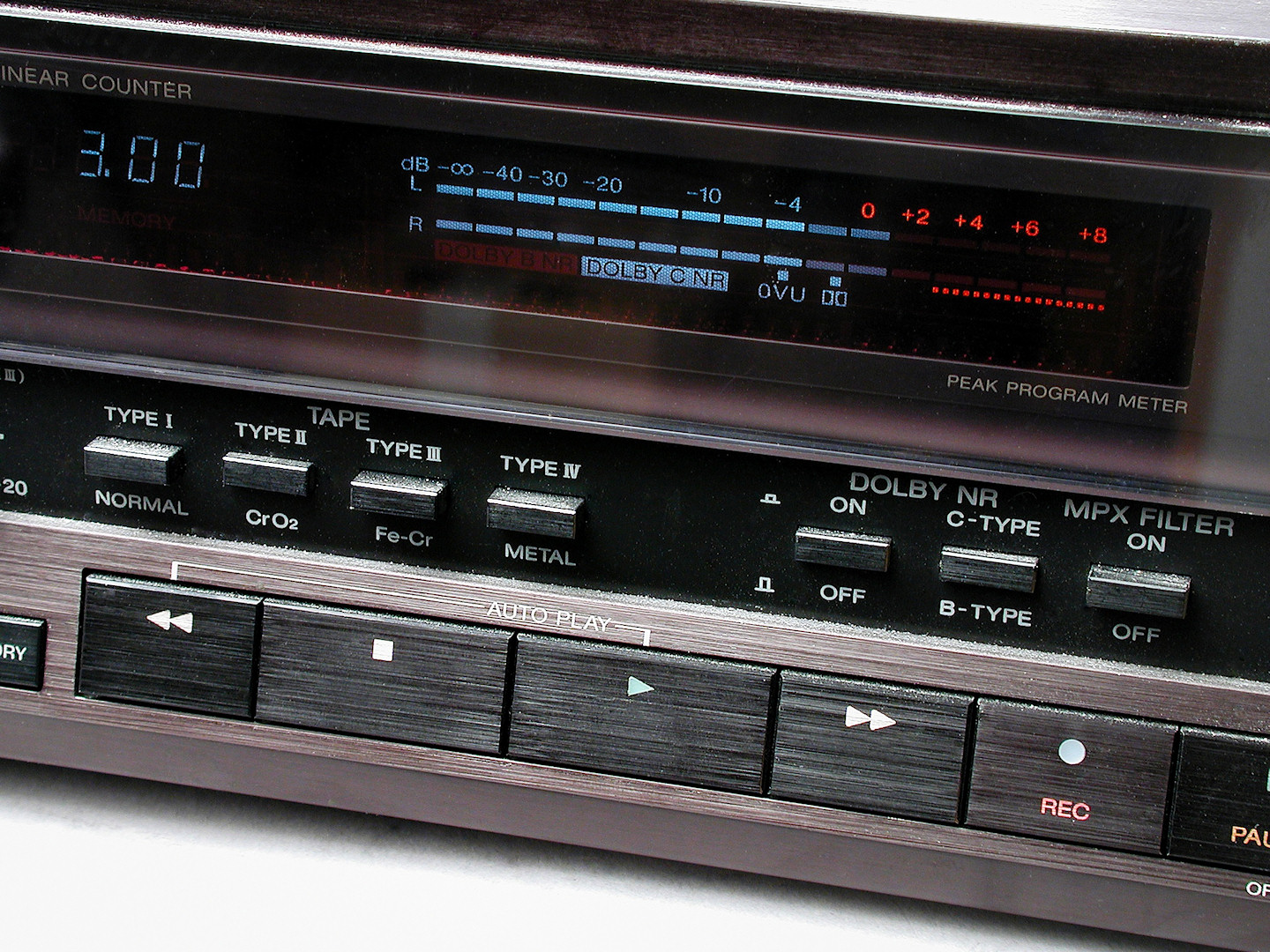
Commandes d'un magnétocassette avec le choix entre quatre types de cassette

Conçue avec des ambitions modestes, la cassette, ou plutôt la bande magnétique à l'oxyde de fer (Fe2O3) qu'elle contient (telle qu'elle a presque toujours été utilisée pour les bandes magnétiques à bobines), a vite été identifiée comme un des points faibles du système. 
Des efforts ont donc été entrepris pour améliorer ses performances, par exemple avec l'introduction de cobalt. C'est toutefois avec l'apparition, au début des années 1970, de la cassette au dioxyde de chrome (CrO2) que les choses ont pris un tour plus évident : ces nouvelles cassettes exigeaient des appareils spécialement adaptés pour la pré-magnétisation (bias) et l'égalisation (EQ). Autrement dit il fallait commuter son appareil sur une position spéciale « chrome » pour les utiliser. Les choses se sont encore compliquées avec l'introduction de cassettes double couche (oxyde de fer + dioxyde de chrome), dites « ferrichrome », entendant combiner les qualités de deux formules. 
À cette époque (fin des années 1970, début des années 1980) les magnétocassettes haute fidélité étaient donc dotés de deux commandes « bias » et « EQ » avec lesquelles il fallait jouer pour adapter son appareil à la cassette utilisée. Enfin, l'introduction de la cassette métal et de diverses variantes a fini de compliquer les choses. Pour remédier au problème, une normalisation IEC a été adoptée : chaque modèle de cassette devait se classer dans un des quatre types existants.
- Type I : cassettes dites « ferrique» ou « normales »
- Type II : cassettes dites « chrome »
- Type III : cassettes dites « ferrichrome »
- Type IV : cassettes dites « métal »

En conséquence, les magnétocassettes étaient équipés de quatre touches ou d'un levier commutateur correspondant aux quatre types de cassette : l'utilisateur voyait son risque d'erreur se réduire. Pour le faire disparaître complètement, un codage mécanique par encoches au dos de la cassette a été adopté : les appareils disposant de ce système adoptaient automatiquement les réglages adaptés à la cassette introduite dans leur mécanisme.
Dans la pratique, les cassettes Type I et II ont constitué l'essentiel du marché. En effet, les cassettes de Type III n'ont pas rencontré beaucoup de succès et peu de marques en ont commercialisé. Les cassettes les plus performantes, Type IV, étaient onéreuses et n’avaient de réel intérêt que pour la prise de son. Signalons que des modèles encore plus performants que les cassettes métal (mais utilisables sur un magnétocassette acceptant les cassettes Type IV) ont vu le jour mais n'ont pas été commercialisés (du moins en Europe) leur coût étant prohibitif.

## La réduction du bruit de fond

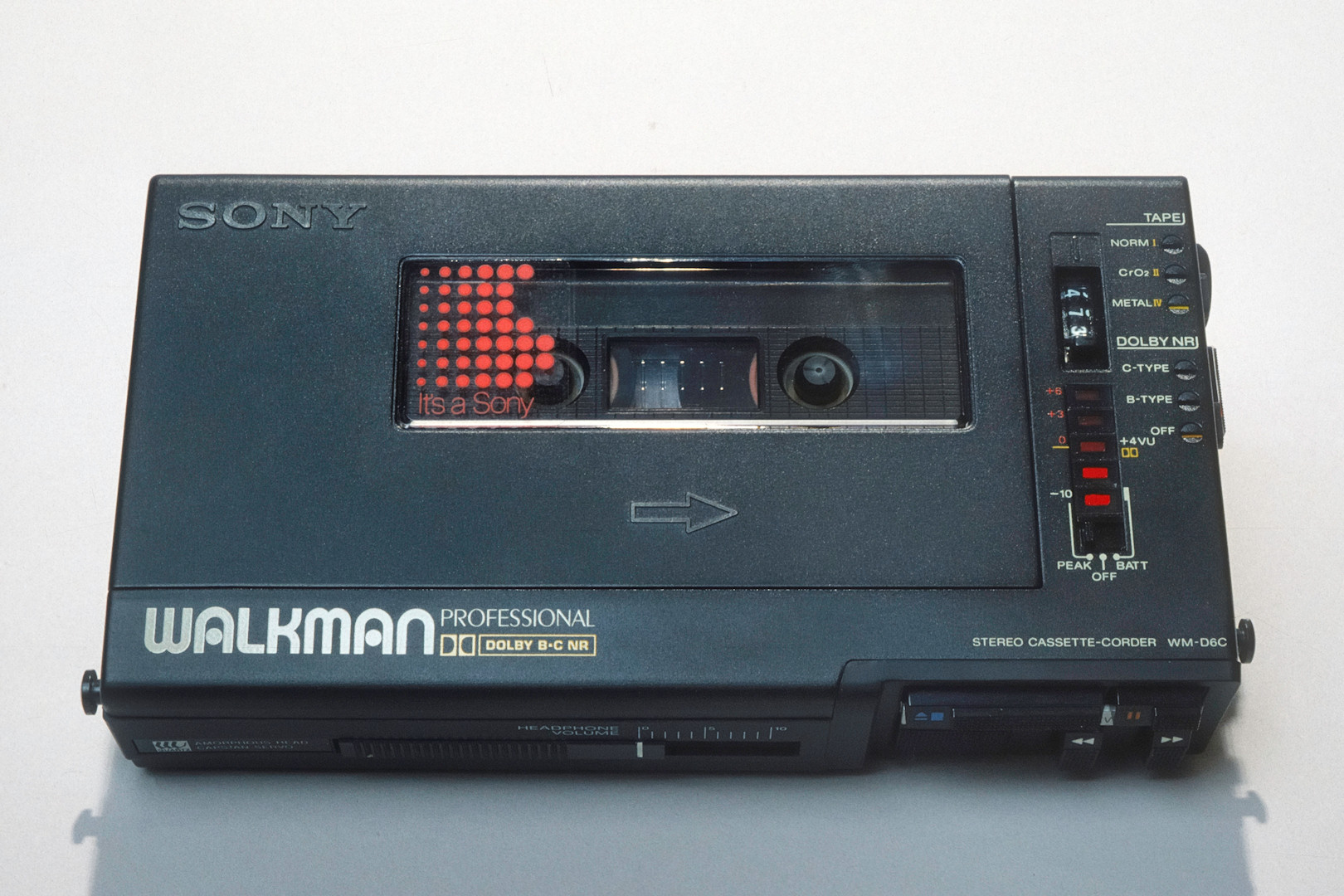
Sony WM-D6C enregistreur portable doté de Dolby B et C

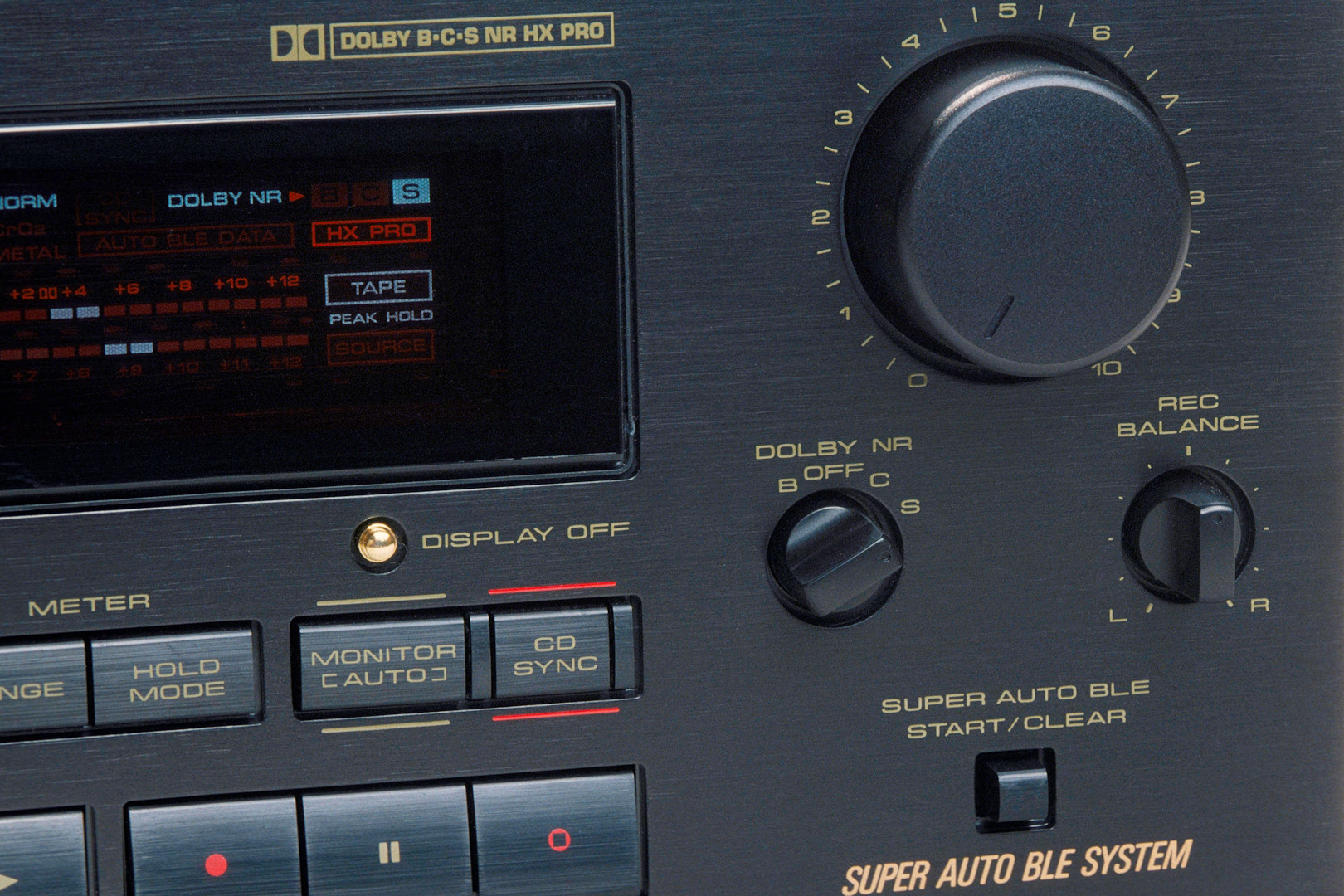
Magnétocassette équipé de Dolby S

L'un des défauts les plus évidents de la cassette est son niveau de bruit de surface, majoritaire sur les fréquences élevées, audibles par un souffle ou bruit de fond proche du bruit blanc, produit à la lecture par les particules magnétiques, même au repos, et accentué par la compensation en aiguës de la moins bonne restitution de celles-ci du à la petite vitesse de défilement par rapport à un magnétophone à bobines. 
Divers constructeurs ont présenté des systèmes électroniques réducteurs de bruit destinés à remédier à ce défaut. Parmi eux, c'est la société Dolby qui s'est imposée. En fait, tous les magnétocassettes haute fidélité ont été équipés des diverses versions de réducteurs de bruit Dolby (Dolby NR) apparus au fil des années.

### Dolby B
Premier système réducteur de bruit grand public, le Dolby B a été présenté en 1968 et il est rapidement devenu standard sur les platines cassettes, offrant une atténuation du bruit de l'ordre de 9 dB. Pour en profiter au mieux, l'enregistrement comme la reproduction devait s'effectuer avec un appareil qui en soit équipé.
La cassette constituant aussi un support d'édition musicale important, les musicassettes étaient souvent préenregistrées en Dolby B à partir du milieu des années 1970, en l’indiquant  souvent par un petit sigle représentatif sur l'encartage. 
La lecture sur un appareil sans dolby restait acceptable voire préférée par nombre d'amateurs, les aigus un peu plus élevés compensant leur atténuation par nombre d'appareils de qualité médiocre. Le Dolby B est donc devenu un standard quasi-universel dans l'exploitation de la cassette.

### Dolby C
En 1980, Dolby a présenté un second système de réduction de bruit baptisé Dolby C. Beaucoup plus élaboré que le Dolby B, il offrait une réduction de bruit allant jusqu'à  15 dB. 
Il s'est vite imposé comme le nouveau standard pour les platines magnétocassette haute fidélité. En revanche, il n'est guère sorti de ce domaine car il n'a pas été utilisé pour l'édition de cassettes préenregistrées et n'a équipé que peu d'appareils en dehors de la haute fidélité. Les seules exceptions étant certains enregistreurs portables haut de gamme (comme le Walkman WM-D6C PRO de Sony) et certains combinés autoradio, haut de gamme également. 
Les cassettes codées Dolby C ne donnent pas de bons résultats si elles sont écoutées sur un appareil démuni de tout réducteur de bruit Dolby mais, en revanche, donnent un résultat acceptable si elles sont écoutées avec appareil doté d'un Dolby B. La compatibilité avec une large variété d'équipements était donc assurée. Signalons que tout appareil doté d'un Dolby C dispose également d'un Dolby B, avec naturellement libre choix entre les deux.

### Dolby S
Ultime version des réducteurs de bruit grand public, le Dolby S a été présenté en 1989. Il s'agit d'une sorte de déclinaison du système professionnel Dolby SR. Très performant et très ambitieux, il n'a pas eu le destin que son concepteur lui promettait : la date même de son apparition, bien après que le CD ait conquis un large public et au moment où apparaissait le CD enregistrable (CD-R), dit bien qu'il arrivait trop tard. 
Il a équipé quelques platines magnétocassette haute fidélité mais les équipements haut de gamme auxquels il appartenait ont rapidement délaissé la cassette. Le numérique l'a rapidement concurrencée avec des systèmes comme le DAT, le MiniDisc et même la cassette numérique DCC.

## Mécanique et têtes magnétiques

### Les modèles deux têtes classiques

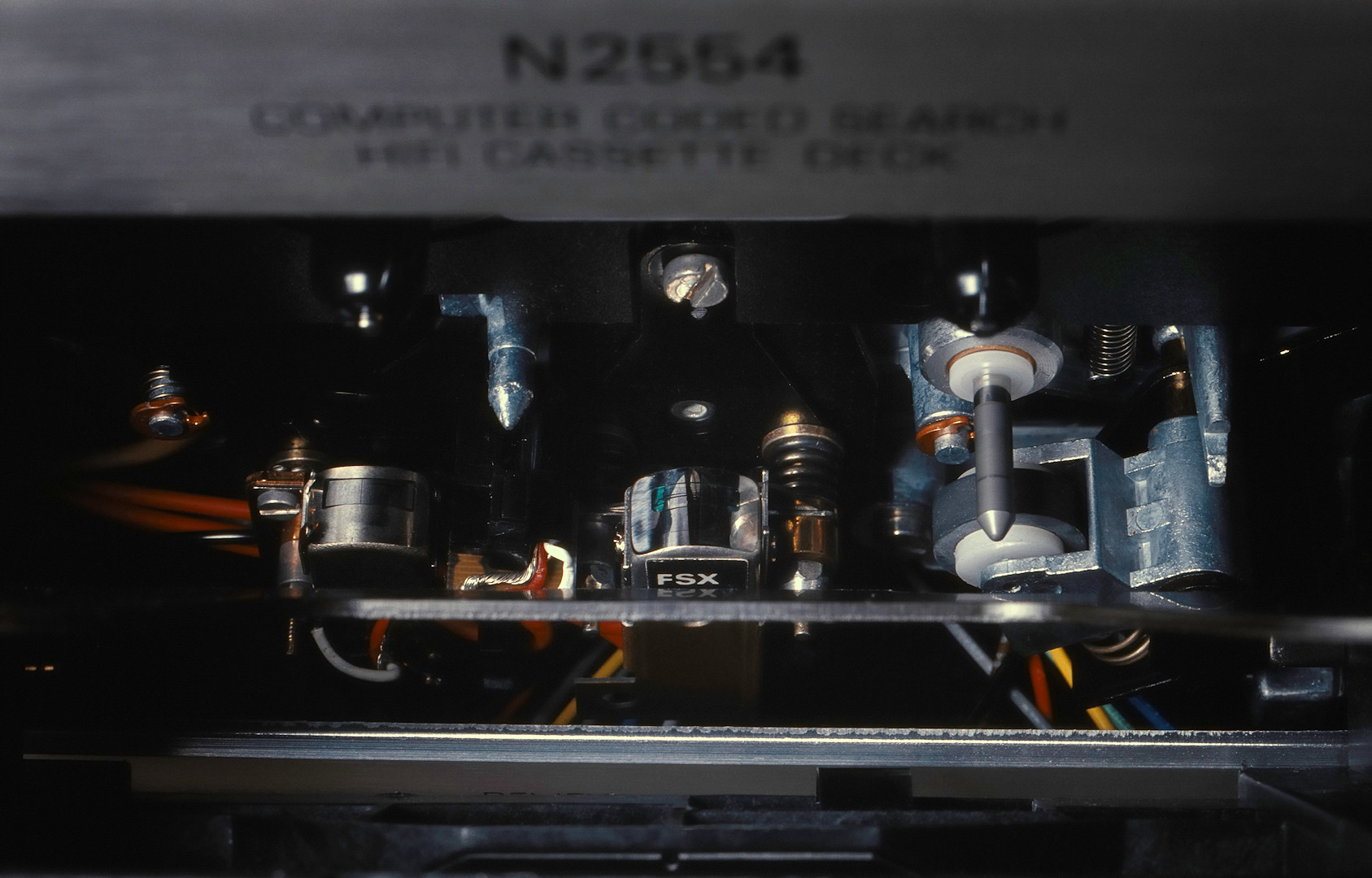
Têtes magnétiques et cabestan d'un magnétophone à cassette. De gauche à droite : tête d'effacement, tête d'enregistrement/lecture, cabestan et son galet presseur

Sous sa forme de base, la mécanique d'un magnétocassette est très simple : comme sur un magnétophone classique, elle est basée sur un cabestan associé à un galet presseur qui entraine la bande magnétique. Un unique moteur assure à la fois la rotation du cabestan et de la bobine réceptrice par l'intermédiaire de courroies de caoutchouc. Il permet aussi le rembobinage de la bande. De façon tout aussi classique, ce type d'appareil est doté de deux têtes magnétiques : une tête d'effacement et une tête d'enregistrement et lecture. Toutes les mécaniques simples sont basées sur ce modèle.
Le premier modèle de magnétocassette, fabriqué par Philips, était doté d'une commande unique pour toutes les fonctions mécaniques (lecture, avance et retour rapide). Rapidement la formule du clavier mécanique avec une touche dédiée à chaque fonction s'est imposée. 
Le clavier mécanique présente toutefois des inconvénients. La force à exercer sur les touches peut être relativement importante et, malgré la présence de sécurités mécaniques, la manipulation est facilement la source d'un mauvais fonctionnement. L'utilisateur peut appuyer trop fortement sur les touches ou passer d'une fonction à l'autre trop rapidement ce qui entraîne fréquemment des dommages  à l'appareil et à la bande magnétique. 
La solution, devenue standard sur les équipements de qualité, est l'emploi d'un clavier électromagnétique : l'utilisateur appuie sans forcer sur des touches et un système logique commande des moteurs ou des électro-aimants pour agir sur les fonctions mécaniques. Aucune force appréciable n'est plus à exercer et les temps de pause indispensables entre fonctions sont automatiquement respectés, les commandes aberrantes ignorées.

### Les modèles trois têtes

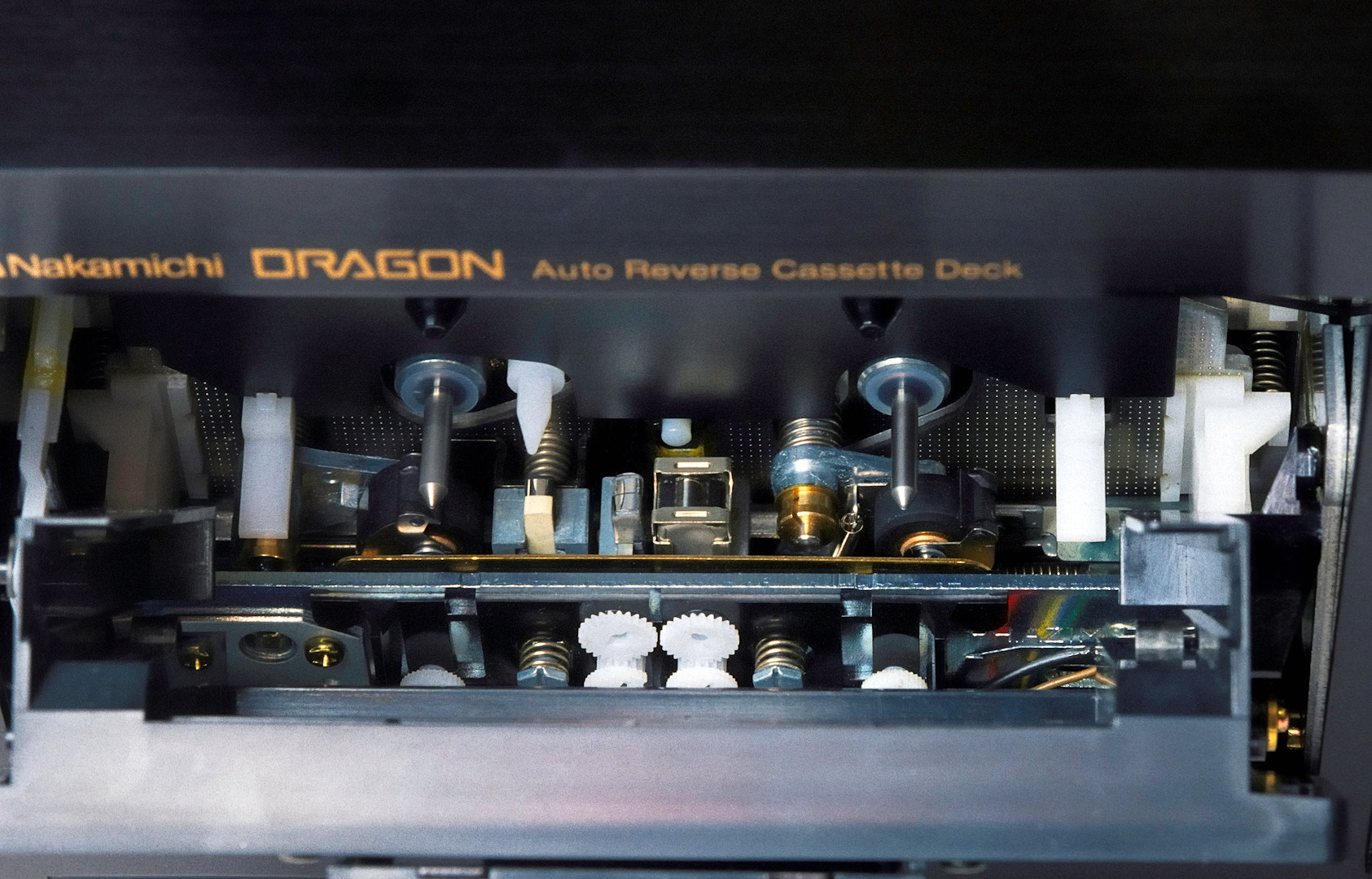
Mécanique à double cabestan et trois têtes magnétiques d'un Nakamichi Dragon

Avec la recherche de performances élevées, le système d'entraînement de la bande et les têtes magnétiques ont aussi connu des changements majeurs. Concernant les têtes magnétiques, outre une amélioration générale de la qualité au fil des années, les constructeurs ont rapidement cherché à doter le magnétocassette de fonctions similaires à celles d'un magnétophone classique à bobines. En particulier en utilisant trois têtes magnétiques et non deux. 
Dans ce cas, les têtes d'enregistrement et de lecture sont séparées ce qui permet, d'une part  d'optimiser leur fonctionnement (les exigences techniques étant différentes pour les deux fonctions) et d'autre part, de permettre le contrôle instantané de la qualité de l'enregistrement réalisé (monitoring). Du fait de la forme du boîtier de la cassette, il n'y a place que pour deux têtes magnétiques. Afin d'en loger trois, il est nécessaire de réaliser une tête constituée de deux têtes accolées ce qui complique sensiblement leur réalisation. En revanche, la très faible distance entre tête d'enregistrement et tête de lecture est un avantage, le décalage temporel entre source et enregistrement devenant très faible.
Ce système nécessite toutefois un meilleur guidage et une tension parfaitement constante de la bande magnétique sur les têtes. Le freinage classique de la bobine débitrice ou de la bande avant les têtes s'est révélé insuffisant. La solution adoptée par tous les constructeurs a été le double cabestan : un avant les têtes, un autre après. Avec une régulation très élaborée de la vitesse de rotation des cabestans, il devenait possible d'assurer une tension constante et un guidage très précis de la bande sur les têtes. Le principal revers de la médaille étant la complexité croissante de la mécanique et l'augmentation du coût.

### Les modèles auto-reverse
Inconvénient analogue au disque vinyle, la cassette présente deux faces, nécessitant de la retourner pour lire la seconde face. Afin d'éviter cette opération pour permettre une lecture continue de l'ensemble de son contenu, les constructeurs ont mis au point des mécanismes dits auto-reverse faisant repartir la bande dans l'autre sens en fin de face. Une détection optique de fin de bande permet d'éviter d'attendre le défilement de l'amorce pour changer de sens d'une face à l'autre, notamment en enregistrement.
Pour un fonctionnement optimal, d'autres méthodes ont été développées, telles que la tête rotative ou le retournement physique de la cassette par un mécanisme complexe comme sur le modèle Nakamichi RX-505.
Certains appareils sont auto-reverse seulement en lecture, d'autres également en  enregistrement. Dans ce cas une seconde tête d'effacement précédant la tête d'enregistrement/lecture est nécessaire.
Bien que pratiques, les mécanismes auto-reverse n'étaient pas recherchés par les mélomanes, car il est très difficile d'obtenir un positionnement précis de l'azimutage des têtes magnétiques  dans les deux sens de défilement, tout décalage éventuel conduisant à une perte des aigus, excepté avec le système du Nakamichi.

## Problèmes et solutions

### Optimisation en fonction de la cassette utilisée
Étalonnage manuel
Étalonnage automatique

### Saturation de la bande magnétique
le Dolby HX et HX Pro

### Enregistrement de la radio FM
filtre multiplex

### Recherche de plage
La recherche de plages est un accès séquentiel aux différentes pistes audio en détectant les instants sans son entre les plages. Sur certains appareils, l'écoute s'effectuait à une vitesse environ moitié de celles d'embobinage ou rembobinage rapides, en pressant simultanément sur les touches correspondantes et la touche lecture, permettant d'écouter la bande magnétique à grande vitesse pour repérer les « blancs ». L'inconvénient de ce procédé était d'user la bande magnétique et les têtes en les encrassant plus rapidement.

### Blanc automatique à l'enregistrement
Certains modèles proposent une touche à actionner durant l'enregistrement, permettant de couper le signal de celui-ci mais en continuant d'introduire un « blanc » d'environ 4 secondes, temps moyen théorique entre deux plages des morceaux de musique, puis laissant l'enregistrement en pause pour le morceau suivant. Par la suite les premiers graveurs de CDR  de salon utilisèrent le même principe.

### Les cassettes de nettoyage et de démagnétisation des têtes
Comme sur un magnétophone à bandes, les têtes électro-aimantées d'un magnéto-cassettes s'encrassaient de particules d'oxyde magnétiques laissées par la bande au cours du temps, amenant progressivement à une réduction des aiguës (et s'usaient aussi avec le frottement de la bande)
Il était donc nécessaire de les nettoyer régulièrement avec un petit chiffon-feutre ou coton-tige imbibé d'alcool ou solvant inoffensif.
Une cassette spécifique pour nettoyer les têtes fut inventée. La bande magnétique était remplacée par un ruban légèrement rugueux « brossant » la tête durant le défilement, encore plus efficacement en l'imbibant de produit. Il suffisait de faire tourner quelques secondes  en lecture la cassette. L'inconvénient était d'user plus vite les têtes, dû au frottement un peu « abrasif » de ce ruban.
Les entrefers des aimants des têtes finissaient aussi par se « magnétiser » à force de recevoir des « flux magnétiques », en perdant du rendement.
La cassette de démagnétisation, cette fois remplie de circuits électroniques, permettait en l'activant quelques secondes seulement en lecture, de redonner son dynamisme d'origine à la tête magnétique.

## Un avenir avorté: la cassette numérique (DCC)
Vers les années 1984, le disque compact se développant mais étant à l'époque non enregistrable, les fabricants proposèrent des possibilités d'enregistrement sur magnétophones DCC ou DAT de qualité numérique aux amateurs voire professionnels.
Ceux-ci possédaient avec des cassettes encore plus petites que celles analogiques, et des durées de 1 ou 2 heures (sans retournement), enregistrées à 2,47 cm/s (0,92 pouce/s), soit la moitié des cassettes analogiques (rembobinage et recherche de plages plus rapide), une nette amélioration.
Mais ces appareils étaient au départ très coûteux et incompatibles avec les cassettes analogiques, puis le mini-disque, plus pratique, fut inventé peu après à son tour, et enfin les CDR et CD-RW, détrônant progressivement les magnétos-cassettes DAT qui durèrent tout de même une quinzaine d'années.

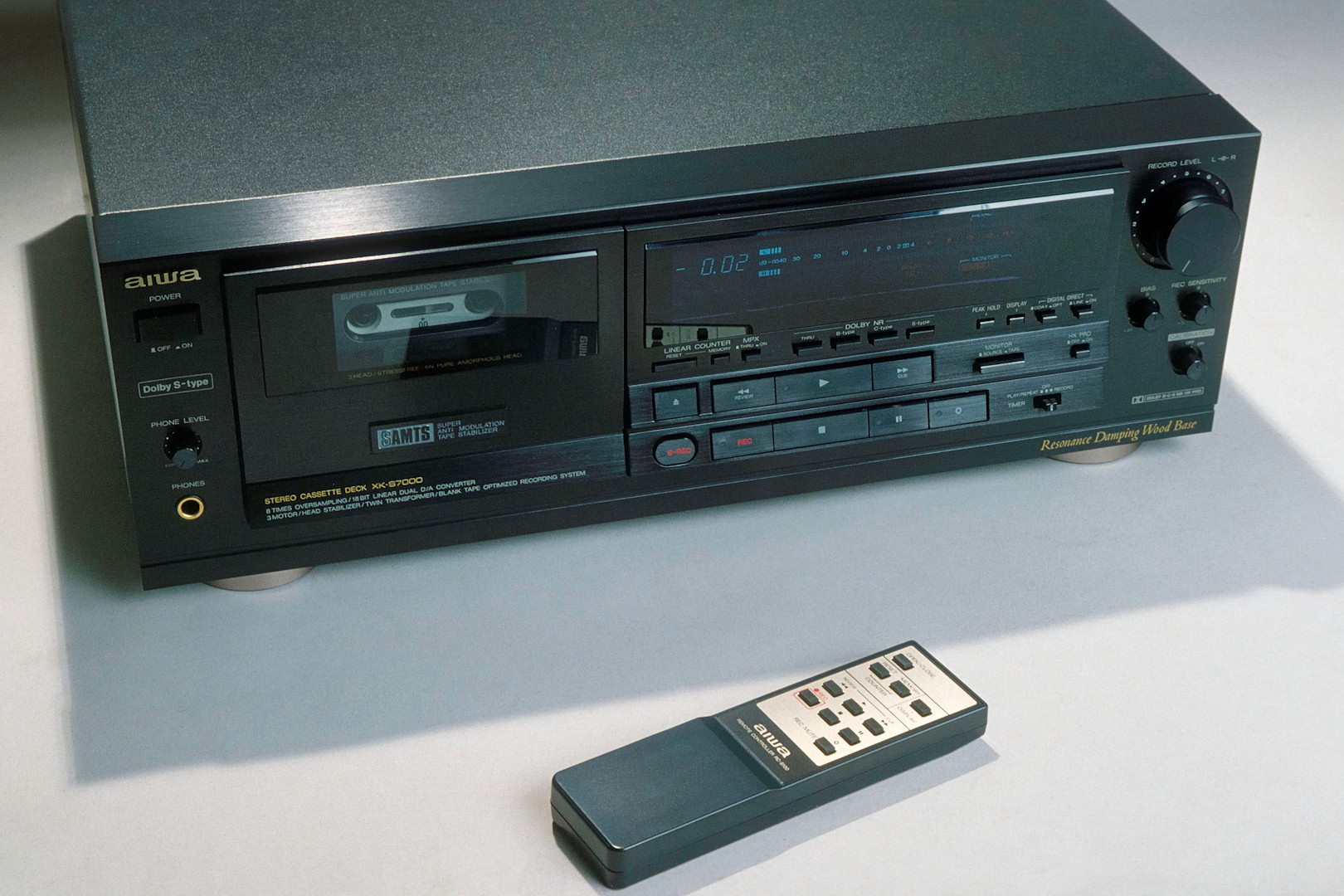
Platine cassette Aiwa S7000
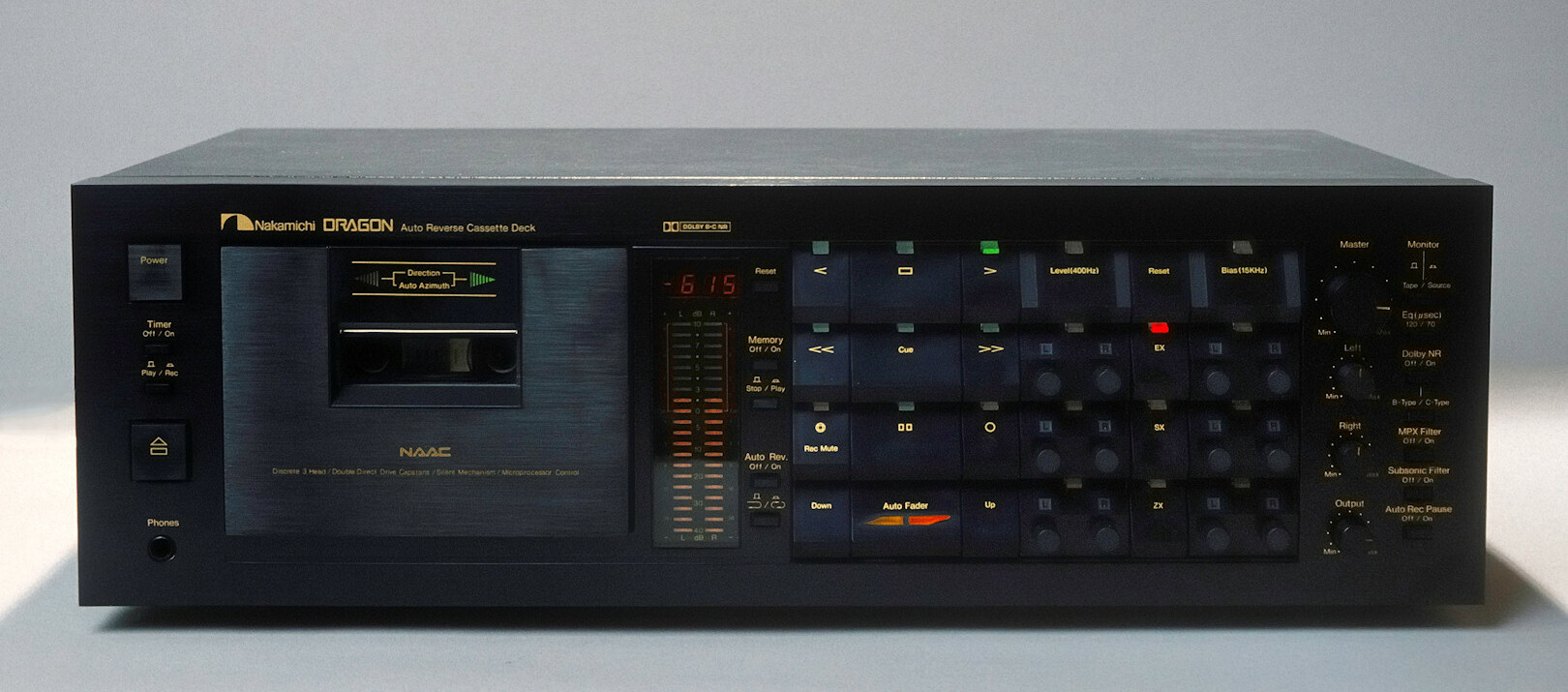
Platine cassette Nakamichi Dragon
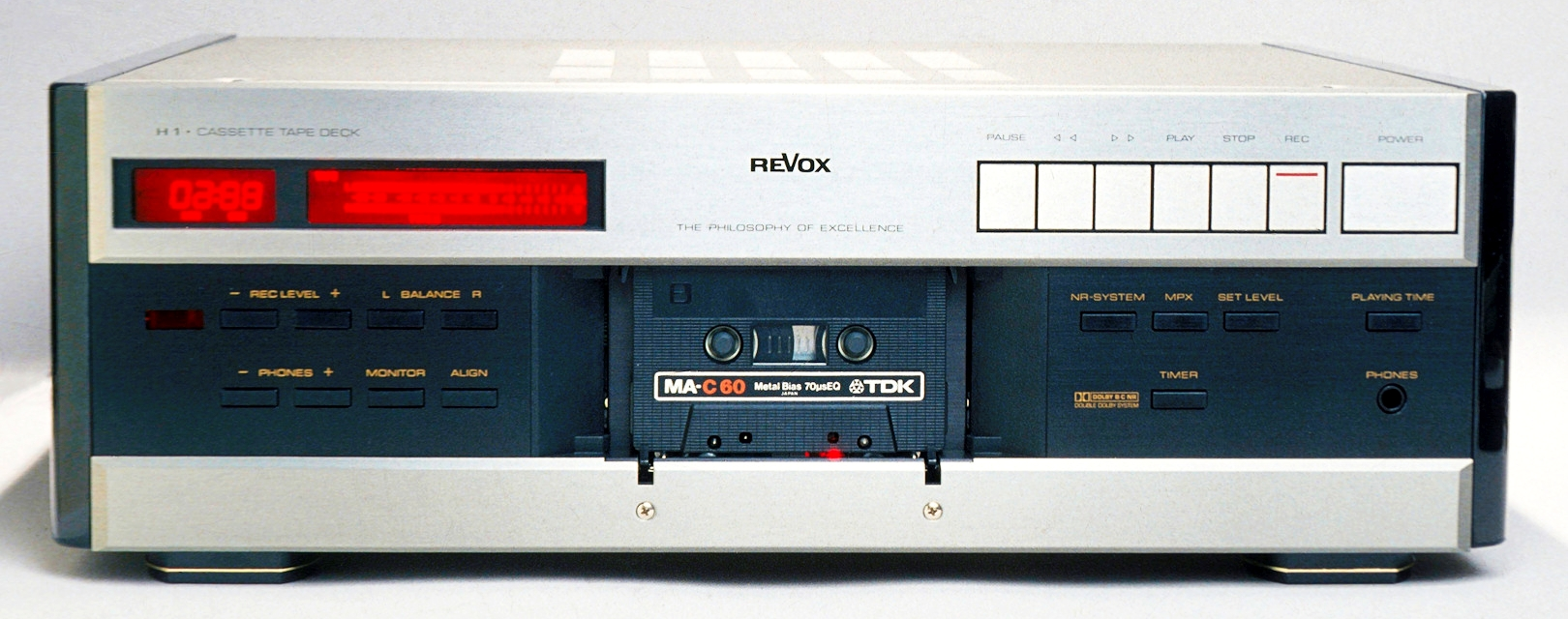
Platine cassette Revox H1
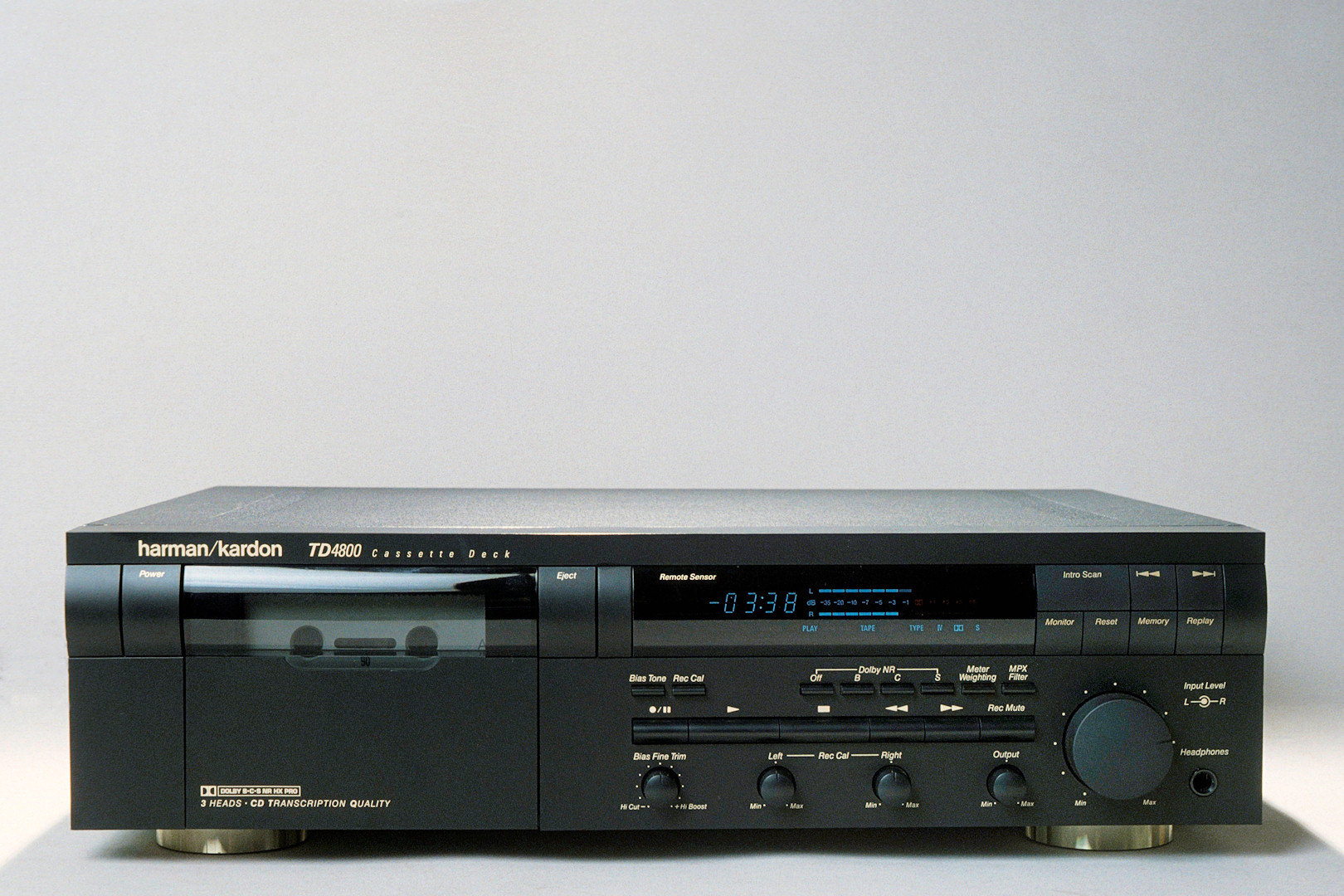
Platine cassette Harman/Kardon TD4800

## Progression, apogée et déclin de la cassette audio
Au cours des années 1980, les cassettes et appareils continuant de progresser en qualité, les cassettes furent vendues de plus en plus aux amateurs, par séries promotionnelles de 2 cassettes, puis 5, puis 10 cassettes, au fer comme ensuite au chrome. Cela fut de même quelques années plus tard pour les cassettes vidéo VHS.
Seules les cassettes « métal » étaient encore vendues au détail, tandis que les bandes magnétiques vendues presque exclusivement en bobines 26 cm, devenaient de plus en plus réservées aux professionnels.
Leur « apogée » de vente furent les années 1990, de marques notamment TDK, Maxell, Sony ou BASF.
L'arrivée puis développement des CDR de gravage de la musique, au cours des années 2000, associée ensuite aux ordinateurs de « maison » amateurs, puis des enregistreurs numériques de Mini-Disques, amena comme tout support associé à la « mode commerciale », la cassette audio à devenir de plus en plus rarement vendue dans le commerce.
À noter que beaucoup d'amateurs qui ne possédaient pas encore d'ordinateur et logiciel de montage, voire un simple graveur CDR de salon, ne retrouvaient plus les mêmes facilités de réenregistrement ou de montages qu'il était possible d'effectuer directement pour les cassettes.  
Le CD-RW réenregistrable étant beaucoup moins maniable sur un graveur de salon sans ordinateur, le transistor radio-graveur CDR n'a jamais existé pour cette raison. Toutefois les enregistrements sont redevenus commodes avec le mini-disque, que Sony incorpora en lecteur/enregistreur aux radio-cassettes avant l'essor des logiciels de montage informatique.

## Incorporation des magnétos cassettes sur les appareils actuels « polyvalents »
Plusieurs catalogues proposent de nouveaux appareils « multifonctions », notamment à destination des collectionneurs, ou des très nombreuses personnes désireuses de conserver/écouter toutes les chansons-musiques ou souvenirs effectués sur leurs anciens supports :
- Platine tourne-disques (possédant les 3 vitesses 78, 33 et 45 tours)
- Lecteur de cassettes
- Lecteur CD
- Graveur CDR, après optimisation de réduction des craquements du disque et souffle de cassettes, dans le but de sauvegarder ceux-ci sur ce support
- Éventuelle liaison pour lecture et/ou enregistrement sur clé USB, etc.